# Victor Motor Car Company
Victor Motor Car Company, vorher Victor Automobile Manufacturing Company, war ein US-amerikanischer Hersteller von Automobilen.

## Unternehmensgeschichte
Joseph F. Harrington gründete 1905 die Victor Automobile Manufacturing Company in St. Louis in Missouri. Er begann mit der Produktion von Automobilen. Der Markenname lautete Victor. 1910 erfolgte die Umfirmierung in Victor Motor Car Company. 1911 endete die Produktion nach dem Tod des Inhabers im Mai.
Weitere US-amerikanische Hersteller von Personenkraftwagen dieser Marke waren Overman Automobile Company, Victor Motor Company und Richmond Cyclecar Manufacturing Company.

## Fahrzeuge
Die ersten Modelle waren Highwheeler. Mit ihren großen Rädern eigneten sie sich gut für die damaligen schlechten Straßen. Von 1905 bis 1907 gab es den Motor Buggy mit einem gleichnamigen Aufbau. Er hatte einen Einzylinder-Zweitaktmotor und Wasserkühlung. Der Motor leistete 6 PS. Er trieb über ein Friktionsgetriebe die Hinterachse an.
1908 erhielt dieses Modell den Namen Junior.
Zwischen 1908 und 1910 hatten alle Wagen einen Zweizylindermotor mit Luftkühlung. Er war mit 14/20 PS angegeben. Model C und Model D hatten ein Fahrgestell mit 213 cm Radstand und einen Aufbau als Runabout. Bei Model E als offener Tourenwagen, Model G als Tourenwagen und Pullman sowie Model H als leichter Lieferwagen betrug der Radstand 239 cm. Model D und Model G hatten Luftreifen, die anderen noch Vollgummireifen.
1911 erhielten Model C und Model D einen längeren Radstand von 262 cm. Neu war das Model 4-40. Es war niedriger gebaut und kein Highwheeler. Ein Vierzylindermotor mit 40 PS Leistung trieb die Fahrzeuge an. Der Radstand betrug 284 cm. Genannt sind Vestibule Tourenwagen, Runabout und normaler Tourenwagen.

## Modellübersicht
| Jahr      | Modell      | Zylinder | Leistung (PS) | Radstand (cm) | Aufbau                                       |
| --------- | ----------- | -------- | ------------- | ------------- | -------------------------------------------- |
| 1905–1907 | Motor Buggy | 1        | 6             |               | Motor Buggy                                  |
| 1908      | Junior      | 1        | 6             |               | Motor Buggy                                  |
| 1908–1910 | Model C     | 2        | 14/20         | 213           | Runabout                                     |
| 1908–1910 | Model D     | 2        | 14/20         | 213           | Runabout                                     |
| 1908–1910 | Model E     | 2        | 14/20         | 239           | Tourenwagen                                  |
| 1908–1910 | Model G     | 2        | 14/20         | 239           | Tourenwagen, Pullman                         |
| 1908–1910 | Model H     | 2        | 14/20         | 239           | leichter Lieferwagen                         |
| 1911      | Model C     | 2        | 14/20         | 262           | Runabout                                     |
| 1911      | Model D     | 2        | 14/20         | 262           | Runabout                                     |
| 1911      | Model 4-40  | 4        | 40            | 284           | Vestibule Tourenwagen, Runabout, Tourenwagen |